# Капивари-ди-Байшу
Капивари-ди-Байшу (порт. Capivari de Baixo) — муниципалитет в Бразилии. входит в штат Санта-Катарина. Составная часть мезорегиона Юг штата Санта-Катарина. Находится в составе крупной городской агломерации Região Metropolitana de Tubarão. Входит в экономико-статистический микрорегион Тубаран, который входит в Юг штата Санта-Катарина. Население составляет 24 871 человек на 2024 год. Занимает площадь 53,16 км². Плотность населения — 467,9 /км².

## История
Город основан 30 марта 1992 года.

## Статистика
- Валовой внутренний продукт на 2003 составляет 91.639.931,00 реалов (данные: Бразильский институт географии и статистики).
- Валовой внутренний продукт на душу населения на 2003 составляет 4.667,89 реалов (данные: Бразильский институт географии и статистики).
- Индекс развития человеческого потенциала на 2000 составляет 0,812 (данные: Программа развития ООН).

## География
Климат местности: субтропический.